# Nicolaas Willem van Nifterick
Nicolaas Willem van Nifterick (Tiel, 30 april 1800 - Amsterdam, 21 juni 1884) was een Nederlands uitgever en boekdrukker.

## Leven
Nicolaas Willem van Nifterick was de zoon van schoenmaker Dirk van Nifterick en Jacoba van Schaijk. Op jonge leeftijd trok hij met zijn ouders, broers en zusters van Tiel naar Amsterdam, waar hij op 9 mei 1827 trouwde met Christina Diederica Bott. Het echtpaar kreeg in totaal acht kinderen. Hij ging in de leer bij een van de vele drukkerijen in Amsterdam als letterzetter. In 1839 startte hij zijn eigen bedrijf. Begin 1852 betrok hij met zijn gezin een pand in de Pijlsteeg, direct naast boekverkoper Gerhard Thomas Mohrman.

## Werk
Van Nifterick specialiseerde zich in het drukken en uitgeven van republikeinse en communistische pamfletten en tijdschriften, zoals De Wespen (1850), De Hydra (1850), De Burger (1851) en De Volksstem (1851).

## Rechtszaak
Op 2 maart 1848 stond Van Nifterick terecht voor het lasteren en honen van oud-minister Van Hall en het opruien tot onrust en oproer. Hij werd veroordeeld tot een gevangenisstraf en een geldboete.

## Vakvereniging
Samen met zijn zonen Dirk en Herman en zijn neef Louwerens was Van Nifterick nauw betrokken bij de oprichting van de vroege typografische vakvereniging Voorzorg en Genoegen en later, in 1857 bij de vereniging De Nederlandsche Drukpers. Mede door toedoen van Van Nifterick en zijn zonen werd in februari 1861 de eerste Nederlandse vakvereniging opgericht: het Amsterdamse Onderlinge Hulpfonds Boekdrukkunst.